# Notiophilus
Notiophilus is een geslacht van kevers uit de familie van de loopkevers (Carabidae). De wetenschappelijke naam van het geslacht is voor het eerst geldig gepubliceerd in 1806 door Dumeril.
De volgende soorten hebben een Nederlandse naam:
- Slanke spiegelloopkever (Notiophilus aestuans)
- Donkere spiegelloopkever (Notiophilus aquaticus)
- Tweevlekspiegelloopkever (Notiophilus biguttatus)
- Heidespiegeltje (Notiophilus germinyi)
- Moerasspiegelloopkever (Notiophilus palustris)
- Vierpuntspiegelloopkever (Notiophilus quadripunctatus)
- Bosspiegelloopkever (Notiophilus rufipes)
- Oeverspiegelloopkever (Notiophilus substriatus)

## Soorten
Het geslacht Notiophilus omvat de volgende soorten:
- Notiophilus aeneus (Herbst, 1806)
- Notiophilus aestuans Dejean, 1826
- Notiophilus anichtchenkoi Barsevskis, 2009
- Notiophilus aquaticus (Linne, 1758)
- Notiophilus biguttatus (Fabricius, 1779)
- Notiophilus borealis Harris, 1869
- Notiophilus breviusculus Solsky, 1873
- Notiophilus chihuahuae Casey, 1913
- Notiophilus chinensis Barsevskis, 2003
- Notiophilus dacatrai Barsevskis, 2004
- Notiophilus danieli Reitter, 1897
- Notiophilus directus Casey, 1920
- Notiophilus dostali Barsevskis, 2011
- Notiophilus facchinii Barsevskis, 2003
- Notiophilus gansuensis Barsevskis, 2003
- Notiophilus geminatus Dejean, 1831
- Notiophilus germinyi Fauvel, 1863
- Notiophilus ghilarovi Kryzhanovskij, 1995
- Notiophilus hauseri Spaeth, 1900
- Notiophilus heinzi Dostal, 1986
- Notiophilus hiemalis Semenov et Arnoldi, 1937
- Notiophilus hilaris Frederichs, 1903
- Notiophilus hyperboreus Kryzhanovskij, 1995
- Notiophilus impressifrons A. Morawitz, 1862
- Notiophilus intermedius Lindroth, 1955
- Notiophilus interstitialis Reitter, 1889
- Notiophilus jakovlevi Tschitscherine, 1903
- Notiophilus kaszabi Jedlicka, 1968
- Notiophilus katrinae Barsevskis, 2005
- Notiophilus kirschenhoferi Dostal, 1981
- Notiophilus laticollis Chaudoir, 1850
- Notiophilus marginatus Gene, 1839
- Notiophilus nemoralis Fall, 1906
- Notiophilus nepalensis Dostal, 1986
- Notiophilus nitens LeConte, 1857
- Notiophilus novemstriatus LeConte, 1849
- Notiophilus nuristanensis Barsevskis, 2011
- Notiophilus orientalis Chaudoir, 1850
- Notiophilus ovalis Breit, 1914
- Notiophilus palustris (Duftschmid, 1812)
- Notiophilus persicus Breit, 1914
- Notiophilus quadripunctatus Dejean, 1826
- Notiophilus radians Andrewes, 1926
- Notiophilus reitteri Spaeth, 1900
- Notiophilus rufipes Curtis, 1829
- Notiophilus schawalleri Barsevskis, 2003
- Notiophilus semenovi Tschitscherine, 1903
- Notiophilus semiopacus Eschscholtz, 1833
- Notiophilus semistriatus LeConte, 1857
- Notiophilus sibiricus Motschulsky, 1844
- Notiophilus sichuanensis Barsevskis, 2003
- Notiophilus sierranus Casey, 1920
- Notiophilus simulator Fall, 1906
- Notiophilus spaethi Reitter, 1913
- Notiophilus specularis Bates, 1881
- Notiophilus stackelhergi Kryzhanovskij, 1995
- Notiophilus sublaevis Solsky, 1873
- Notiophilus substriatus C.R Waterhouse, 1833
- Notiophilus sylvaticus Eschscholtz, 1833
- Notiophilus tshitsherini Zaitzev, 1916